# Юрасово (Рязанская область)
Юрасово — деревня в Рязанском районе Рязанской области. Входит в Вышгородское сельское поселение.

## География
Находится в северо-западной части Рязанской области на расстоянии приблизительно 19 км на восток-юго-восток по прямой от вокзала станции Рязань I.

## История
Деревня была отмечена уже на карте 1797 года. На карте 1840 года деревня уже была отмечена как поселение с 44 дворами. На карте 1850 года отмечена как поселение с 30 дворами. В 1859 году здесь (тогда деревня Рязанского уезда Рязанской губернии) было учтено 65 дворов, в 1897 — 42.

## Население
Численность населения: 514 человек (1859 год), 366 (1897), 42 в 2002 году (русские 100 %), 51 в 2010.